# Barentu
Barentu – miasto w Erytrei liczące w 2006 roku 16 tys. mieszkańców. Opiera się na przemyśle spożywczym i włókienniczym.